# Tanabe
Tanabe (田辺市; -shi) és una ciutat del Japó a 300 km al sud d'Osaka, a la Prefectura de Wakayama.
L'any 2006, la ciutat tenia 85.589 habitants, una densitat de 511,19 hab/km² i una superfície de 136,42 km². Va ser fundada el 20 de maig del 1942. És en el trajecte dels indrets sagrats i camins de pelegrinatge dels monts Kii (Kumano kodō 熊野古道), enregistrat al patrimoni cultural mundial de la UNESCO el 2004. Fou l'indret de naixença del fundador de l'aikido, Morihei Ueshiba, on també hi ha la seva tomba al temple Kozan-ji. Tanabe va acollir els congressos internacionals d'aikido de l'agost del 1988 i d'octubre del 2008.